# Cabeza del Buey
Cabeza del Buey je španělské město situované v provincii Badajoz (autonomní společenství Extremadura).

## Poloha
Obec Cabeza del Buey leží na úpatí pohoří Sierra del Pedregoso (předhůří Sierry Moreny). Je vzdálena 11 km od obce Zarza-Capilla, 14 km od obce Helechal, 17,5 km od obce Belalcázar, 21 km od obce Castuera a 188 km od Badajozu. Patří do okresu La Serena a soudního okresu Castuera. Obcí prochází silnice EX-104 a EX-322.

## Historie
V roce 1834 se obec stává součástí soudního okresu Castuera. V roce 1842 čítala obec 1 368 usedlostí a 5 395 obyvatel.

## Odkazy

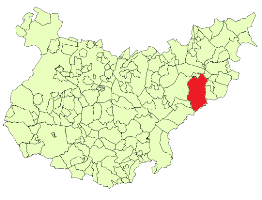
Poloha obce v provincii Badajoz

## Demografie
| Populace obce Cabeza del Buey z let (1842–2010) | Populace obce Cabeza del Buey z let (1842–2010) | Populace obce Cabeza del Buey z let (1842–2010) | Populace obce Cabeza del Buey z let (1842–2010) | Populace obce Cabeza del Buey z let (1842–2010) | Populace obce Cabeza del Buey z let (1842–2010) | Populace obce Cabeza del Buey z let (1842–2010) | Populace obce Cabeza del Buey z let (1842–2010) | Populace obce Cabeza del Buey z let (1842–2010) | Populace obce Cabeza del Buey z let (1842–2010) | Populace obce Cabeza del Buey z let (1842–2010) | Populace obce Cabeza del Buey z let (1842–2010) | Populace obce Cabeza del Buey z let (1842–2010) | Populace obce Cabeza del Buey z let (1842–2010) | Populace obce Cabeza del Buey z let (1842–2010) | Populace obce Cabeza del Buey z let (1842–2010) | Populace obce Cabeza del Buey z let (1842–2010) | Populace obce Cabeza del Buey z let (1842–2010) |
| ----------------------------------------------- | ----------------------------------------------- | ----------------------------------------------- | ----------------------------------------------- | ----------------------------------------------- | ----------------------------------------------- | ----------------------------------------------- | ----------------------------------------------- | ----------------------------------------------- | ----------------------------------------------- | ----------------------------------------------- | ----------------------------------------------- | ----------------------------------------------- | ----------------------------------------------- | ----------------------------------------------- | ----------------------------------------------- | ----------------------------------------------- | ----------------------------------------------- |
| 1842                                            | 1857                                            | 1860                                            | 1877                                            | 1887                                            | 1897                                            | 1900                                            | 1910                                            | 1920                                            | 1930                                            | 1940                                            | 1950                                            | 1960                                            | 1970                                            | 1981                                            | 1991                                            | 2001                                            | 2010                                            |
| 5 395                                           | 6 294                                           | 6 460                                           | 7 451                                           | 8 167                                           | 7 417                                           | 7 566                                           | 11 135                                          | 12 019                                          | 12 248                                          | 11 762                                          | 11 931                                          | 11 737                                          | 9 236                                           | 7 380                                           | 6 290                                           | 5 897                                           | 5 395                                           |